# Zorovac
Zorovac (en serbe cyrillique : Зоровац) est un village de Serbie situé dans la municipalité de Bojnik, district de Jablanica. Au recensement de 2011, il ne comptait aucun habitant.

## Démographie
| 1948 | 1953 | 1961 | 1971 | 1981 | 1991 | 2002 | 2011 |
| ---- | ---- | ---- | ---- | ---- | ---- | ---- | ---- |
| 52   | 45   | 60   | 40   | 35   | 21   | 19   | 0    |

|  |